# Kaare Meland
Kaare Meland (* 22. Februar 1915 in Bergen; † 31. Dezember 2002) war ein norwegischer Politiker der konservativen Partei Høyre. Vom 28. August bis zum 25. September 1963 war er der Industrieminister seines Landes.

## Leben
Meland schloss im Jahr 1939 sein Studium an der Norwegischen Handelshochschule mit Diplom ab. Anschließend wurde er Buchhalter und später Leiter des Rechnungswesen. Von 1946 bis 1959 diente er als Büroleiter bei der Det Bergenske Dampskibsselskab. Anschließend war er als Geschäftsführer tätig.
In der Zeit von 1945 bis 1951 war er Mitglied im Kommunalparlament von Fana, einem heutigen Ortsteil von Bergen, von 1956 bis 1959 war er der Bürgermeister der Gemeinde. In der Zeit zwischen 1955 und 1959 war er außerdem Abgeordneter im Fylkesting der damaligen Provinz Hordaland. Meland wurde am 28. August 1963 zum Industrieminister in der neu gebildeten Regierung Lyng ernannt. Die Regierung trat bereits am 25. September 1963 wieder ab. Er vertrat von 1965 bis 1969 Hordaland im nationalen Parlament, dem Storting.
Anschließend wurde er Leiter der Bergens sparebank, was er bis 1982 blieb. Von 1981 bis 1986 war er Leiter der Börse Bergens.

## Auszeichnungen
- 1978: Sankt-Olav-Orden (Ritter, 1. Klasse)